# Krasznafüzes
Krasznafüzes település Romániában, Szilágy megyében.

## Fekvése
Szilágy megyében, Szilágysomlyótól délre, Alsóvalkó és Felsőszék között fekvő település.

## Története
Krasznafüzes nevét az oklevelek 1341-ben említették először Fizes néven.
A település Valkó vár tartozéka volt, s az 1341-ben Dancs mestert iktatták a birtoka, azonban ez ellen Gergely fia Jakab ellentmondott.
1481-ben Losonczy Bánffy András és Mihály birtoka volt, 1508-ban Báthory István, 1519-ben pedig Borzási György birtoka volt.
1523-ban Somlyói Szaniszlófi István volt birtokosa.
1564-ben II. János király Nagyfalusi Losonczi Bánffy Farkasnak adományozta.
1570-ben leánynegyed öröksége Károlyi Lászlót illette, aki Bánffy István leányának unokája volt.
1648-ban Rákóczi birtok volt:I. Rákóczi György adományozta fiának II. Rákóczi Györgynek, később a kincstáré lett.
1777-ben a Kincstár Cserei Farkas udvari tanácsosnak adta.
1847-ben 458 lakosa volt, valamennyi görögkatolikus.
1890-ben 600 lakosából 1 magyar,  13 német, 586 oláh, melyből görögkatolikus 586, izraelita 14. A házak száma 132 volt.
Krasznafüzes a trianoni békeszerződés előtt Szilágy vármegye Krasznai járásához tartozott.

## Nevezetességek
- Görögkatolikus fatemploma - 1600-ban épült.

A fatemplom különlegessége, hogy az épület kívül is faliképekkel van borítva az épület nyugati oldalán. Balról haladva: Izsák, Ábrahám és Jákob patriarchák. Középen trónol Jézus, tőle jobbra egy angyal, kezében mérleggel a jócselekedeteket s bűnösöket mérlegeli, s pokolra küldi a rosszakat. Az elkárhozottakra várakozó ördögöket kecskefejjel, bakszarvakkal s szakállal ábrázolták, kezeiken, lábaikon állati karmok, testük hosszú, bojtos farkú. 
A templom déli oldalán Keresztelő Szent János fekvő alakja van, amint Szalóménak, Heródes és Heródiás leányának ölében tálcán nyugszik a feje. A képtől jobbra Illést látjuk, a két szárnyas ló vonta szekerével.
A templom bejáratánál a négyszögletű kereten a három kötélforma díszítés tűnik szembe.
Az előcsarnokban (a női osztályban) az öt okos és öt esztelen szűz alakja van falra festve, kezükben lámpással. E csoporttól jobbra Jézus és tanítványai vannak a hajóban, amikor Jézus lecsendesíti a tenger háborgását. A többi részeken szentek, patriarchák festett alakjai, az alacsony vízszintes mennyezeten harsonát fúvó angyalok.
A férfi osztályban a keresztúti képek s az ikonosztázzal szemben Ádám és Éva a tiltott fával, a sanctuariumban Krisztus, az apostolok, szentek, próféták képei láthatók.
A faliképeket 1825-ben festették újra.
A fatemplom képei sokban megegyeznek az alsóbáni templom képeivel.